# サンダーバード7号
サンダーバード7号（サンダーバードななごう）は、1960年代に人気を博したイギリスのSF人形劇『サンダーバード』の登場メカという設定で制作された日本オリジナルのプラモデル製品。
1972年に今井科学から発売された。実際の映像作品には登場しない。

## 概要
キャタピラ走行の小型輸送装甲車。カーゴベイにはミサイルなどの攻撃兵器も積めるよう設定されており、『サンダーバード』＝「国際救助隊」という作品観からはいささか外れている。
デザインはTVシリーズ『サンダーバード』の制作会社であるAPフィルムズの発展新会社、センチュリー21（トゥー・ワン）プロダクションが出版していたSF絵本の中に出てくる、ミサイルを装備した宇宙探検車が元になったとされている。
1960年代末に深刻な経営難に陥るも何とか持ち直し、更なるテコ入れのために知名度もあり人気のあった商品シリーズ、主にアニメなどのキャラクター物の拡充と再発売策を挙げた今井科学が発売した。同社は当時『サンダーバード』の版権を得て登場メカなどのプラモデル製品を販売しており、SFファンに根強い人気のあった同作のオリジナル製品を制作した。
製品には電池で稼動する有線操縦のリモコンシステムも組み込まれていた。地味なデザインと本流ではない存在であること、かつ価格も決して安価ではなかったことなどから、売り上げも知名度もそれほど上がらずに販売は終了した。